# Ferenc Babai
Ferenc Babai auch Franz Babai und Francisco Babai oder František Babai (* 12. März 1742 in Fünfkirchen, Ungarn; † 1. September 1778 ebenda) war ein ungarischer römisch-katholischer Priester und Historiker.

## Leben
Ferenc Babai entstammte einer Familie von Landbesitzern.
Er trat am 17. Oktober 1763 in den Jesuitenorden in Raab (siehe Győr) ein und machte sein Noviziat von 1764 bis 1765 in Trenčín. Von 1766 bis 1768 war er an der Ordensschule in Rába und in Tyrnau (siehe Trnava) beschäftigt und studierte von 1769 bis 1771 Theologie an der Universität Wien. Sein Tertiat absolvierte er 1772 in Banská Bystrica.
1773 wurde er Direktor der Theologischen Bibliothek an der Universität Tyrnau und hielt dazu theologische Vorlesungen.
Nach der Aufhebung des Jesuitenordens wurde er 1773 Priester in Esztergom.
Er betrieb geschichtliche und genealogische Studien und verfasste verschiedene Schriften, unter anderem Biografien ungarischer weltlicher und kirchlicher Würdenträger sowie Versgeschichten.

## Schriften (Auswahl)
- Ungariae Reges a S. Stephano ad Mariam Theresiam usque eorum genealogia, acta item illustria et fata compendio metrico deducta. Tyrnau, 1773.
- Ungariae Palatini, Propalatini et Locumtenentes Regii, bello paceque clarissimi ab anno 1001 ad 1776, compendio metrico deducti. Tyrnau, 1775 (Digitalisat).
- Archiepiscopi Strigonienses de utraque Republica praeclare meriti, compendio metrico deducti ab anno 1001 ad 1776. Tyrnau, 1776.
- Epigrammatum miscellaneorum et profanorum Libri III. Tyrnau, 1777.